# Волтер Шампфлер

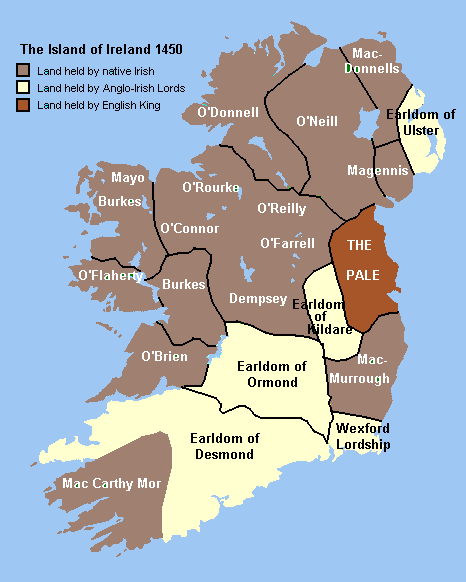
Ірландія 1450 року.

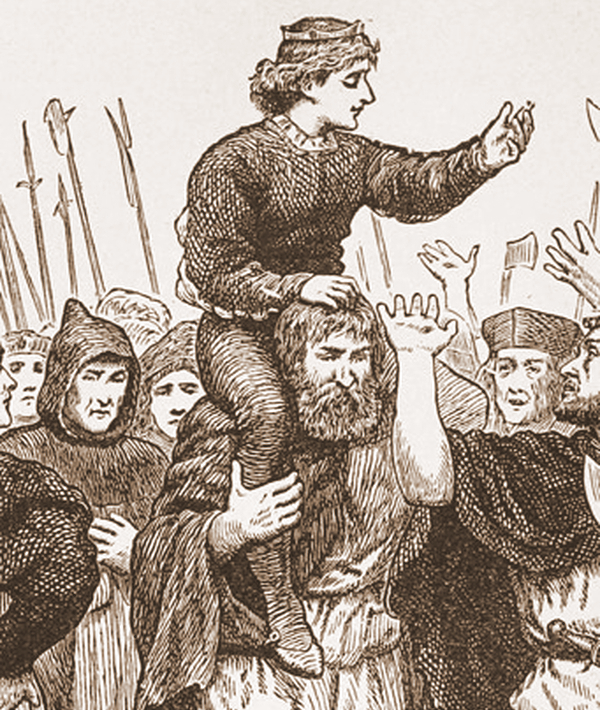
Самозванець Ламберт Сімнел в Ірландії.

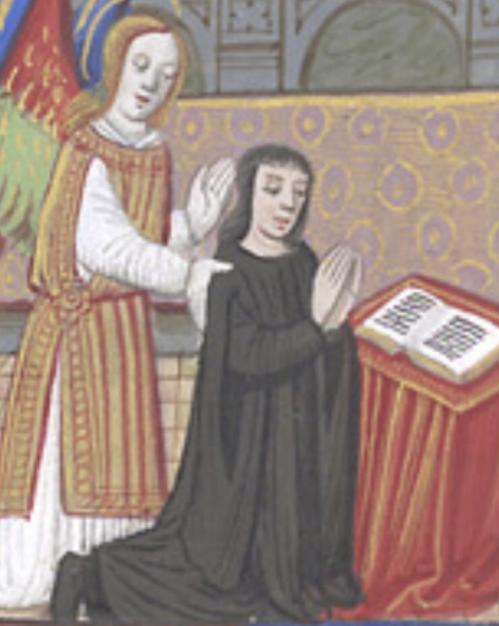
Томас Батлер, VII граф Ормонд (1426—1515).

Волтер Шампфлер або Волтер де Шампфлер (англ. — Walter Champfleur, Walter de Champfleur) (помер у 1498 або 1499 році) — ірландський священнослужитель, церковний діяч, суддя, юрист, політик, лорд-канцлер Ірландії, що відігравав провідну роль в ірландській політиці.
Ймовірно, він був жителем Дубліна, і мав двоюрідних братів, які жили поблизу Дубліна. Він був абатом цистерціанського дому абатства Святої Марії в Дубліні більше 30 років: він став абатом у 1467 році, змінивши Джона Хендкока. Абатство було розташоване біля перехрестя сучасних Еббі-стріт і Кепел-стріт у центрі Дубліна. До свого призначення абатом він був одним з ірландських канонічних лідерів свого ордену.

## Життєпис

### Діяльність на посаді абата
Будучи абатом, він домігся ухвалення статуту парламенту Ірландії на сесії 1471—1472 років. Волтер Шампфлер відстоював абатство в усіх його правах і володіннях, а також дійсність усіх його статутів. Крім того, парламент постановив, що абатство має право на анулювання всіх судових процесів, які могли б порушити його свободи.
Волтер Шампфлер використав статут 1471 року з успіхом, захищаючи позов проти абатства в суді казначейства Ірландії щодо 100 фунтів стерлінгів, що є оціночною вартістю кількох діжок з іспанським вином, право власності на які було предметом суперечки. Діжки викинуло на берег у Портмарноку на півночі графства Дублін після корабельної аварії в грудні 1465 року. Шериф графства Дублін конфіскував їх як власність графства, а потім конфіскував їх попередник Шампфлера, абат Хендкок, що заволодів ними, як власністю абатства. Шампфлер успішно відстояв це.
Наступний статут, прийнятий на сесії парламенту Ірландії 1475—1476 років, дозволяв абатові та його наступникам, а також низці інших видатних священнослужителів, таких як пріор Великого Коннельського пріорату, мати справу зі своїми землями на територіях, контрольованих «ворогами короля», тобто «ворожими ірландцями», не вчинивши жодного злочину. Абат і його наступники були звільнені від звичайних покарань за відносини з ірландцями. Їм було спеціально дозволено укладати з ними контракти на продаж землі та продуктів харчування «як під час війни, так і під час миру», і, що стосується досить цікавої деталі, їм дозволялося виступати хрещеними батьками ірландських дітей.
Волтер Шампфлер був одним із засновників Дублінської гільдії пекарів, яка отримала свій статут у 1479 році.

### Суддя
Волтер Шампфлер був лорд-зберігачем Великої Державної Печатки Ірландії в 1479 році, а також після смерті надзвичайно непопулярного Вільяма Шервуда, єпископа Міт (Елрінгтон Бол припускає, що він фактично обіймав більш високу посаду лорд-канцлера Ірландії) з наприкінці 1482 — на початку 1483, коли його змінив Роберт Сент-Лоуренс, ІІІ барон Гаут.

### Повстання Ламберта Сімнела
Як майже вся англо-ірландська аристократія, яку очолював Джеральд ФітцДжеральд, VIII граф Кілдер, Волтер Шампфлер зробив помилку, підтримавши фальшиві претензії самозванця Ламберта Сімнела на англійський трон. Сімнел з'явився в Ірландії в 1487 році, видаючи себе за вцілілого принца з попередньої династії Йорків. Ламберт Сімнел був коронований королем Англії та Ірландії в Крайстчерчському соборі в Дубліні в травні 1487 року, але його справа та його армія ірландських повстанців була розгромлена королем Англії Генріхом VII у битві біля Сток-Філд наступного місяця. Генріх-переможець був великодушним до своїх ворогів, і Волтер Шампфлер отримав загальне помилування, надане королем у 1488 році (сер Джеймс Кітінг, сумнозвісний неспокійний пріор лицарів-госпітальєрів у Кілмейнхемі, був єдиним винятком із помилування короля). Волтер Шампфлер склав необхідну присягу на вірність королю Генріху VII в липні 1488 року в присутності сера Річарда Еджкумба, англійського чиновника, якому було доручено привести англо-ірландську аристократію до покори та покарати таких, як пріор Кітінг, які вважалися невиправними бунтарями.

### Радник графа Ормонда
Окрім виконання обов'язків абата, Волтер Шампфлер був політичним радником і фінансовим агентом могутнього англо-ірландського магната Томаса Батлера, VII графа Ормонд. Він збирав орендну плату для графа, зберігав для нього гроші та інформував його про політичні події в Дубліні. Зокрема, поки парламент Ірландії засідав, Волтер Шампфлер принаймні двічі радив Ормонду розробити приватні законопроекти для забезпечення його власних інтересів, що граф належним чином і зробив.
У 1497 році Волтер Шампфлер писав, запитуючи про здоров'я другої дружини Ормонда Лори Берклі, яка була вагітна, і молився, щоб «Бог послав їй добре і справедливе визволення». Очікуваною дитиною була леді Елізабет Батлер, яка пережила дитинство, але померла в ранньому підлітковому віці. З більш практичного боку він припустив, що один із його двоюрідних братів був би підходящим орендарем для ферми графа в Раш в північній частині графства Дублін, яка, очевидно, була в зруйнованому стані. Це одна з небагатьох відомих згадок про родину Волтера Шампфлера.

### Смерть і репутація
Зазвичай кажуть, що він помер у 1497 році, але є докази, що він був ще живий у лютому 1498 року; він міг померти пізніше того чи наступного року. Його смерть стала ударом для графа Ормонда, чиї стосунки з новим абатом Святої Марії Джоном Орумом (раніше одним із ченців Дому) були дуже поганими: Орум відмовився віддати гроші, зібрані для графа Ормонда Шампфлером, незважаючи на визнання того, що ці кошти були власністю графа.
Ченці та жителі Дубліна оплакували Шампфлера як «старого, розважливого та вченого чоловіка», енергійного та ініціативного, що робив енергійні, якщо не дуже успішні, спроби виправити зловживання. в межах свого ордену. Суддя Ніколас Саттон високо цінував його і по заповіту після його смерті в 1478 році зробив його своїм виконавцем його волі і опікуном його дітей.